# Audi 90
L'Audi 90 (type 81/85 de 1984 à 1986 et type 89/89Q de 1987 à 1991) est à la 80 ce que la 200 est à la 100, la version haut de gamme alliant luxe (finition, équipement) et hautes performances, en outre exclusivement motorisée par des moteurs 5 cylindres maison.
Avant le restylage intervenu en août 1984 qui a scindé en deux la gamme 80 en 80 et 90, il existait déjà une 80 quattro (de 1982 à 1984), équipée d'un moteur 5 cylindres en ligne à injection de 2,1 litres et 130 ch (moteur KK). Cette version était épaulée par une 80 CD à 5 cylindres 1,9 litre de 115 ch (WN), alimenté par un carburateur double-corps, puis d'un 2 litres de même puissance (JS), à injection Bosch K-Jetronic. Entre parenthèses, le moteur JS équipa la 80 quattro à partir du millésime 1983 afin de créer une gamme "80 quattro", version indisponible en France.

## Audi 90 B2 (Type 81/85)

### Général

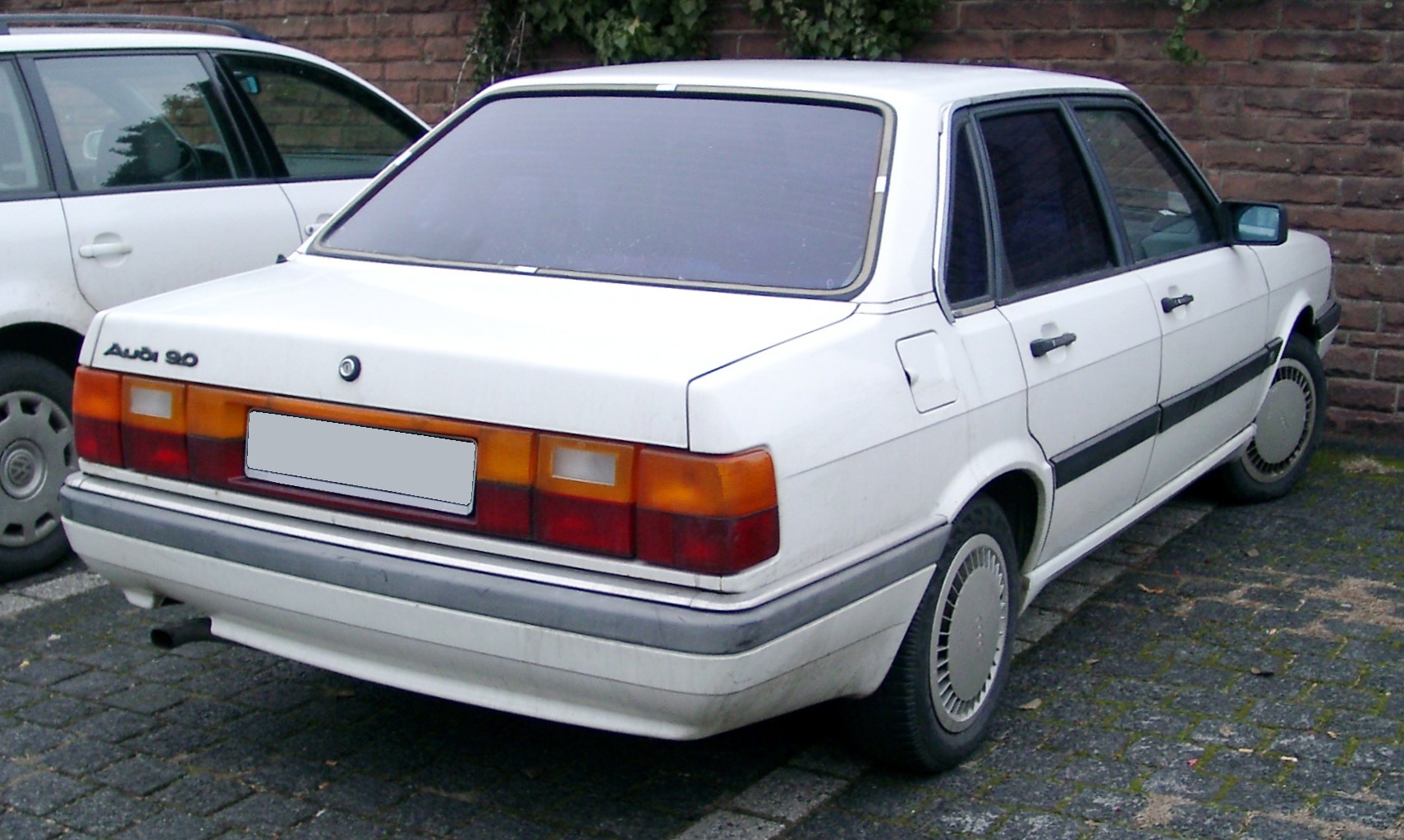
Vue arrière

L'objectif de cette gamme de modèles, basée sur l'Audi 80 B2 Type 81/85 révisée en août 1984, était de rivaliser avec un modèle sportif exclusif sous l'Audi 100 C3, nettement plus grande, contre la BMW Série 3 et la Mercedes 190.
En plus de nombreux composants de carrosserie utilisés sur l'Audi Coupé GT, l'Audi 90 différait également de l'Audi 80 en ce qu'elle disposait de moteurs plus puissants et d'un meilleur équipement. Par rapport à la 80, la 90 se distingue par des pare-chocs en thermoplastique, dans la teinte de la carrosserie, plus enveloppants et massifs contenant les longues portées et les clignotants, des jupes latérales coupées, des bandes décoratives en Nirosta sur les pare-chocs et sur les bandes de protection des portes, la bande des feux arrière est différente, similaire à celle de l'Audi 200, et les phares principaux et antibrouillard entourent la calandre.
Le nouveau modèle 90 (1984 / 1986) du type 81 (type 85 en quattro) est donc uniquement motorisé par des 5 cylindres. Une exception est la rare version turbo-diesel à quatre cylindres d'une cylindrée de 1,6 litre avec 51 kW (70 ch) de 1986 (non importées en France). On retrouve deux 5 cylindres en ligne (2 litres/115 ch -JS- et 2,2 litres/136 ch). La 2,0 L est la seule à posséder un freinage dit "mixte" (Disques ventilés av/Tambours arr). La version 2,2 litres dispose en plus d'un becquet sur la malle arrière. Dès le début, la 90 était disponible avec une traction avant (Type 81) ou une transmission quattro (Type 85, uniquement avec le moteur de 2,2 litres). À partir de l'année modèle 1985, le moteur de 2,2 litres était également fourni avec un convertisseur catalytique régulé pour l'utilisation d'essence sans plomb. Le moteur de 2,0 litres n'était compatible avec de l'essence sans plomb qu'à partir de 1986, et uniquement avec un convertisseur catalytique non contrôlé.
Une autre nouveauté était la disponibilité d'un système anti-blocage des roues (ABS) - uniquement pour le moteur de 2,2 litres - moyennant un supplément de 3 725 Deutsche Mark. La direction assistée était de série sur le moteur de 2,2 litres. Les autres options comprenaient des vitres électriques, rétroviseurs extérieurs et toit ouvrant à réglage électrique ainsi qu'un système de nettoyage des phares, climatisation et système de régulateur de vitesse.
En version quattro, la 90, par l'enclenchement manuel des blocages de différentiel central et central-arrière (commande pneumatique), permet une meilleure motricité par faible adhérence et apporte un sentiment de sécurité indéniable.
De par un coefficient de traînée (Cx) peu flatteur la 90 se "contente" d'une vitesse de pointe de 202 km/h (données constructeur pour le moteur KV), et le 0 à 100 km/h est établi en 8,5 secondes ; la consommation mixte se situe aux alentours de 9 l/100 km. La consommation mixte varie en fonction des conducteurs de 6 à 13,5 litres/100 km, tout cela en version traction.

## Audi 90 B3 (Type 89/Type 89Q)

### Général

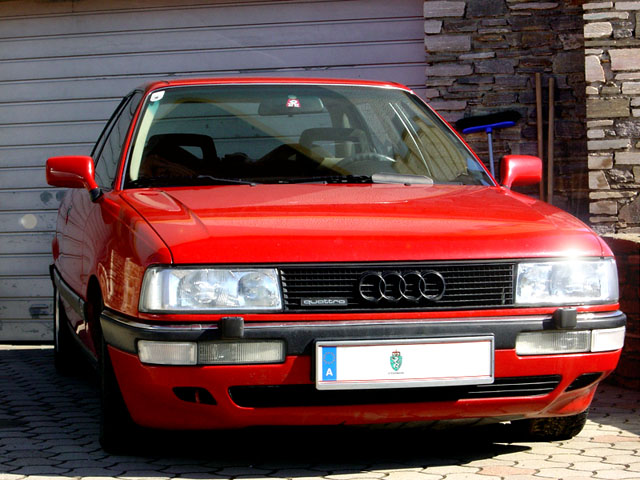
Audi 90 quattro

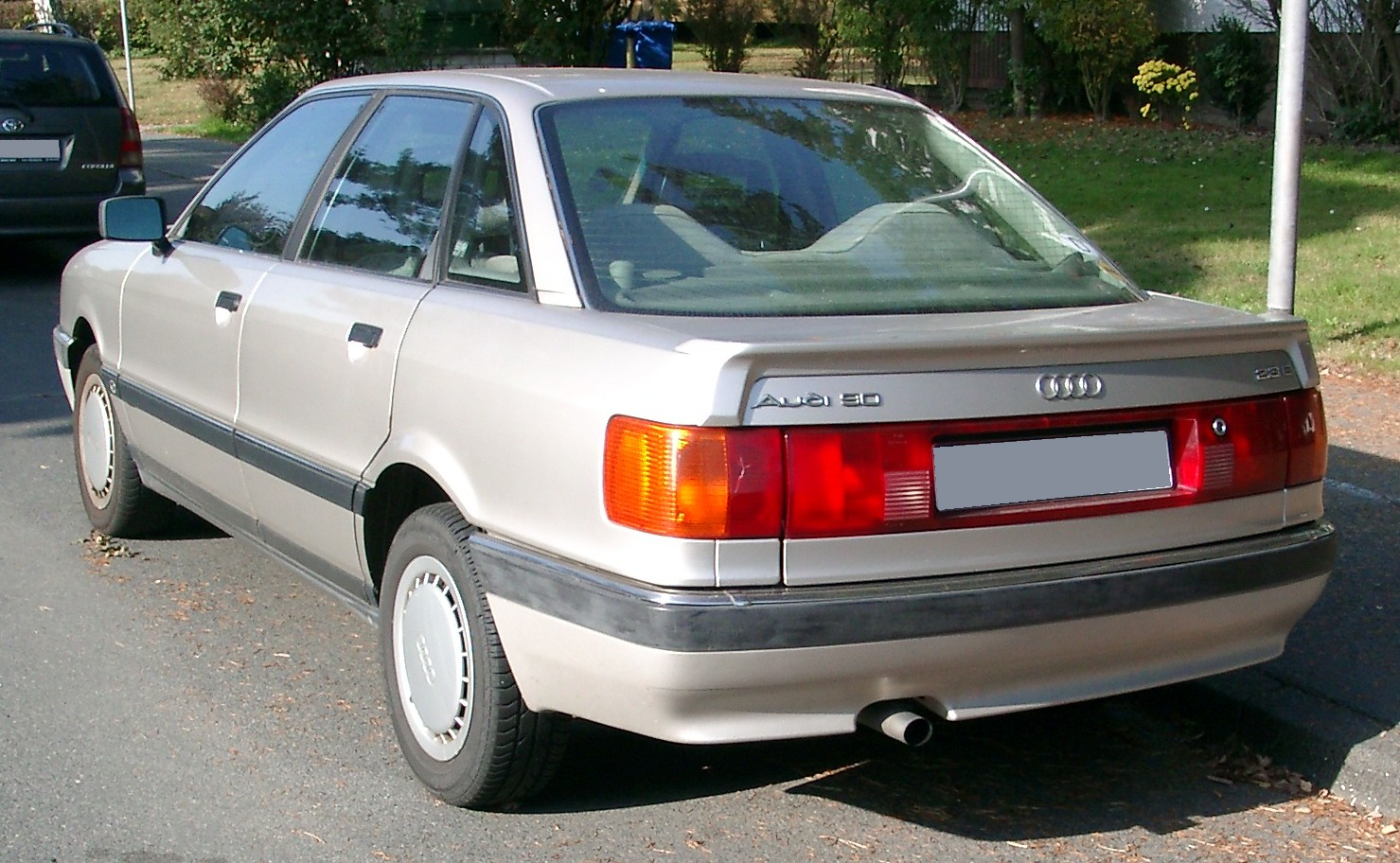
Vue arrière

L'arrivée en octobre 1986 de la nouvelle 80 au Cx "record" de 0,29 (type 89) annonce une nouvelle 90 mais sa commercialisation tardera jusqu'en mai 1987. Comme la première génération, la 90 type 89 se distingue extérieurement par, sa face avant modifiée, ses pare-chocs et rétroviseurs extérieurs ton caisse, la même implantation des phares que l'Audi 80 B3?Type 89 mais avec clignotants intégrés dans le pare-chocs avant, ses chromes (moulures de pare-chocs et baguettes latérales, entourage de vitres) et son bandeau de feux. La direction assistée est de série. De plus, la liste des équipements spéciaux a été élargie. Le système de sécurité Procon-ten, développé par Audi, était disponible moyennant un supplément. Cette gamme avait une carrosserie entièrement galvanisée. Structurellement, la type 89 est une évolution importante de la type 81/85, elle en reprend les trains roulant mais la caisse a droit à de profondes modifications. Ici aussi, par rapport à l'Audi 80, des moteurs plus puissants et un intérieur de meilleure qualité ont été utilisés.
Mécaniquement, le 2 litres (PS) et le 2,2 litres sont reconduits. Seul ce dernier reçoit le système "quattro" qui voit son différentiel central à blocage manuel remplacé par un Torsen. le blocage du différentiel arrière est toujours manuel mais se déconnecte à partir de 25 km/h. Une nouvelle boîte de vitesses apparait, plus compacte. Enfin, le freinage est à 4 disques, ventilés à l'avant. Les jantes en aluminium de 14 pouces (2,2 litres) sont nouvelles et dites "aéro" (cinq branches).
À partir de février 1988, Audi sort la 90 "20V Quattro" (transmission quattro) qui, grâce au premier moteur à quatre soupapes de série d'une cylindrée de 1 994 cm³, délivre 118 kW (160 ch), ce moteur (code NM) avait un convertisseur catalytique non contrôlé, la 90 "20V 2.3" produisait 125 kW (170 ch) avec un moteur (code 7A) d'une cylindrée de 2 309 cm³ et un convertisseur catalytique. Pour le millésime 1990, le 2,2 litres est remplacé par un moteur cinq cylindres d'une cylindrée de 2,3 litres (code NG) de 136 ch (98 kW/133 ch à partir de 1990), ce moteur est le plus populaire de l'Audi 90. Les modèles 20V 2.0, 2.3E et 20V 2.3 étaient disponibles avec la transmission intégrale quattro.
La 2.3E était initialement disponible avec une boîte automatique à trois vitesses sans blocage de convertisseur. À partir de 1990, les modèles 2.3E et 20V 2.3 sont proposés avec des boîtes automatiques à quatre vitesses. Il y avait aussi un bouton sport et la quatrième vitesse avait un verrouillage du convertisseur.
Cependant, le poids (surtout en quattro, environ 1 300 kg.) et l'étagement de la boîte ne favorisent pas vraiment les performances. Pourquoi le choix d'une telle cylindrée ? Tout simplement parce que les moins de 2 litres sont exempts de catalyseur (en France) et de surtaxe (Italie). Le tir est "corrigé" l'année suivante avec la venue de la motorisation 2,3 litres (7 A) dont la puissance est de 170 ch (catalyseur et sonde lambda, injection Bosch Motronic avec boîtier Hitachi). Les 20v ont droit aux jantes de 15 pouces "Aero" (six branches). Cette même année, le 2 litres reçoit l'injection Bosch KE-Jetronic. L'ABS est de série sur les 2,3 litres et 2.3 20v.
Comme pour la première génération, une version diesel a été commercialisée principalement en Allemagne et en Italie. Le 4 cylindres 1.6 passe de 70 à 80ch grâce à un échangeur de suralimentation et un débit d'injection accru (moteur RA).

### Audi Super 90
En 1988, Audi a développé une voiture de course du groupe A, sur la base de l'Audi 90, pour une utilisation sur circuit et en rallye. A cet effet, au moins 5000 véhicules devaient être fabriqués pour une homologation à partir de 1990. Le véhicule devait être propulsé par un moteur cinq cylindres turbo de 2,3 litres développant 360 ch. Une phase d'expansion jusqu'à 530 ch était également prévue. Après l'utilisation de l'Audi V8 en course, le projet n'a pas été poursuivi plus loin. Il n'y a pas eu de production en série. Seul un prototype avec un moteur quatre cylindres turbo de 300 ch a été construit.

## Fin de la production
La refonte de l'Audi 80 B3 à la fin de l'été 1991 et l'introduction consécutive, en Europe, de l'Audi 80 B4 pour le millésime 1992 sonne le glas pour la 90, tout comme pour la 200 vis-à-vis de la 100 un an plus tôt, l'Audi 90 n'était plus proposée sous cette désignation de modèle; Indépendamment du moteur et de l'équipement, tous les modèles familiale routière d'Audi n'étaient disponibles qu'en tant qu'"Audi 80". Comme pour l'Audi 200 C3, le principe "une gamme de modèles, deux désignations de modèles" a été abandonné.

## Sports mécaniques

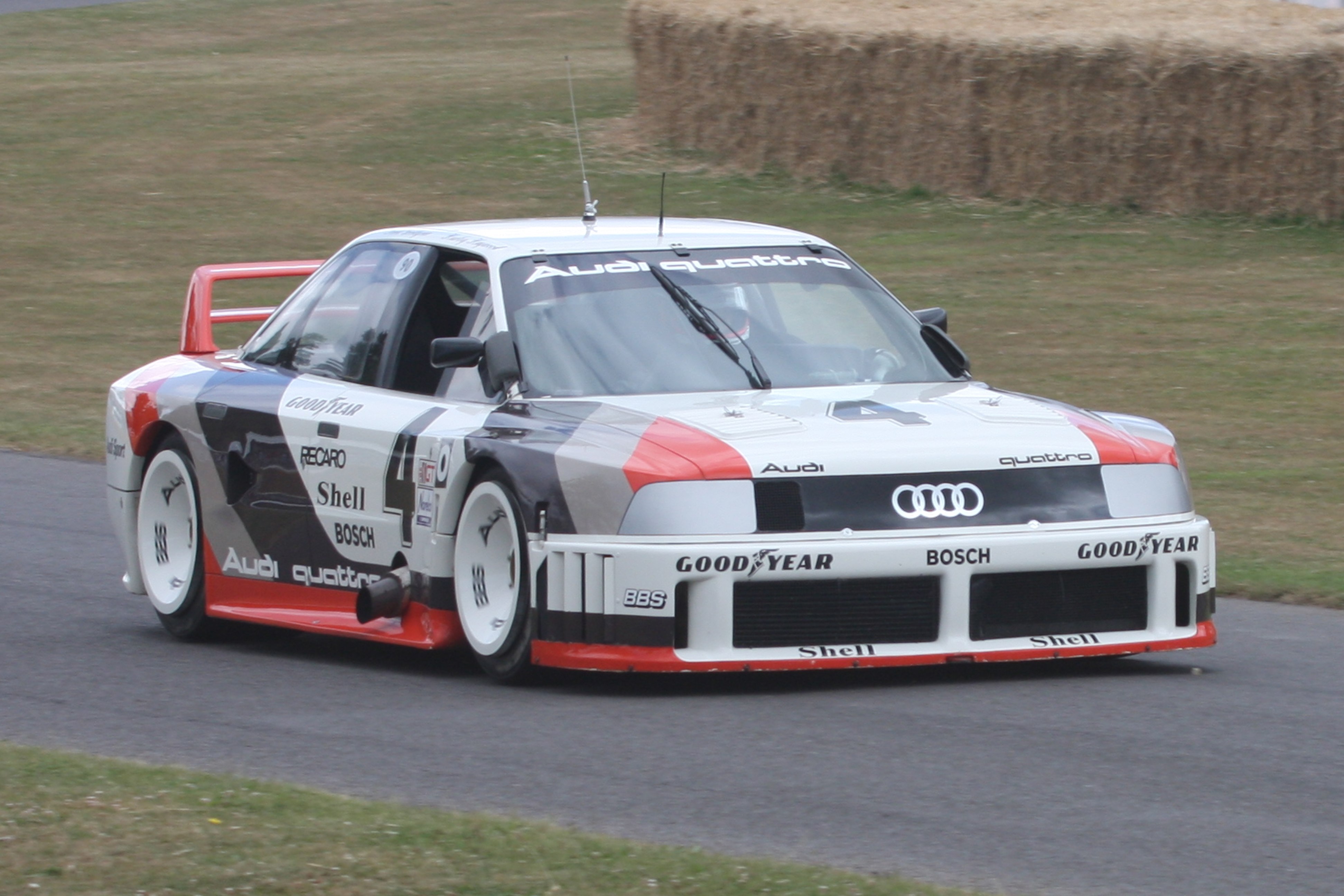
Audi 90 quattro IMSA GTO

L'Audi 90 B3 a été utilisée en tant que voiture de course, baptisée Audi 90 quattro IMSA GTO, dans la série de courses américaine IMSA. Là, Audi a remporté 7 courses et a terminé deuxième à la fin de la saison.

## Modèles d'exportation

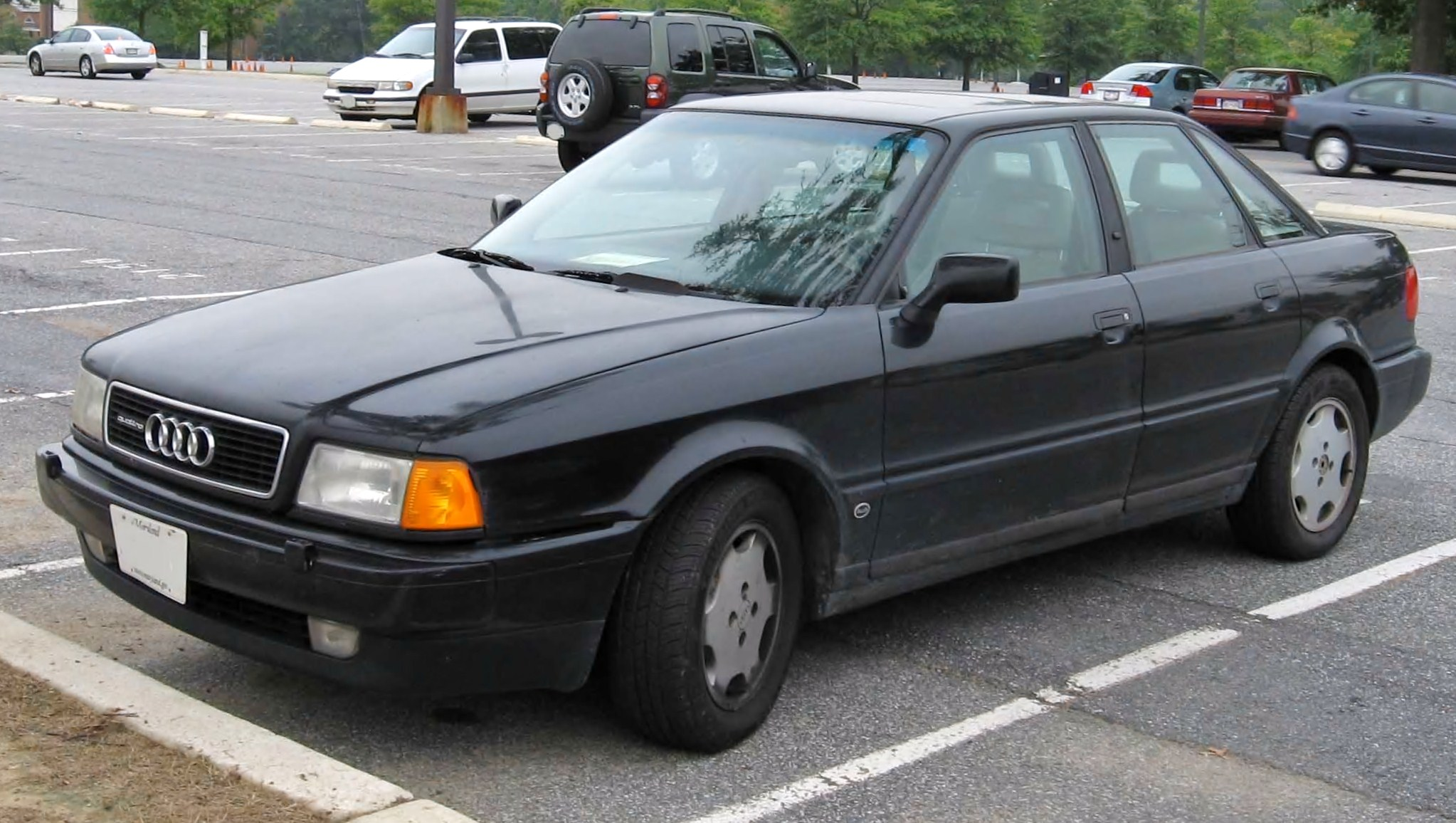
Audi 90 B4 avec les spécifications américaines

Les modèles d'exportation de l'Audi 90 Type 81/85 vers l'Amérique du Nord étaient appelés Audi 4000 CS (l'Audi 80 s'appelait Audi 4000). Extérieurement, ceux-ci différaient des modèles Audi 90 destinés à l'Europe par des phares modifiés et des pare-chocs plus volumineux.
La désignation "Audi 90" n'a été introduite en Amérique du Nord qu'à partir de la Type 89.
En Amérique du Nord, la désignation Audi 90 s'est poursuivie avec le modèle Audi 80 B4 jusqu'à ce que la gamme de modèles soit remplacée par l'Audi A4 en 1994. La version américaine de la B4 se caractérise, entre autres, par des pare-chocs modifiés, verres des clignotants orange à l'avant et un équipement de base considérablement élargi par rapport aux véhicules destinés au marché allemand. Aux États-Unis, la B4 n'était proposée qu'avec les moteurs V6 alors en vigueur.